# Kukulau

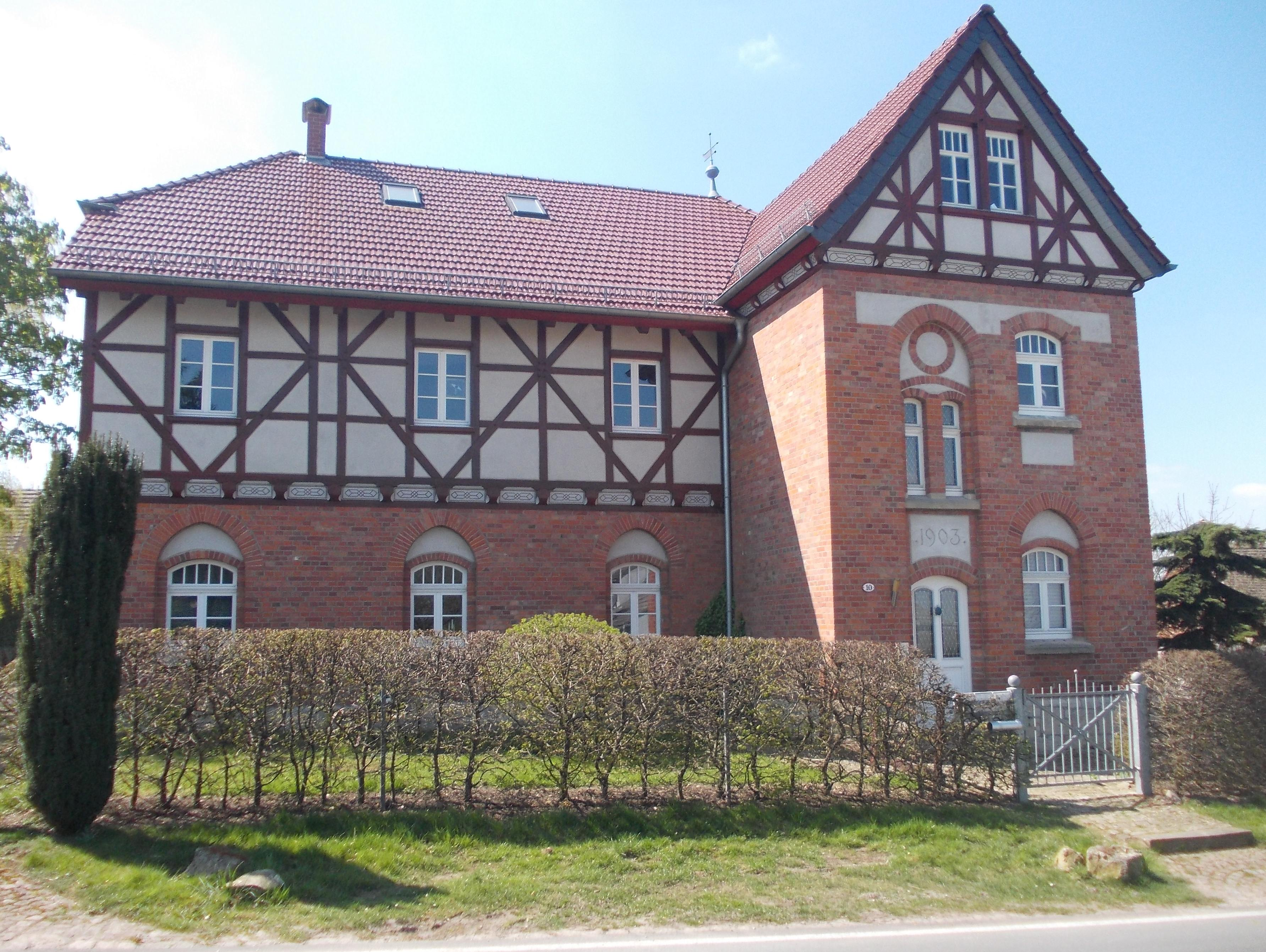
Gästehaus Kukulau

Kukulau ist ein Ortsteil von Bad Kösen, einem Stadtteil der Stadt Naumburg (Saale) im Burgenlandkreis in Sachsen-Anhalt.

## Lage
Kukulau liegt südlich der Stadt Bad Kösen über den Saalehängen auf der beginnenden Etage des Ackerbaugebietes um Prießnitz und Flemmingen. Eine Ortsverbindungsstraße hat Anschluss an die Bundesstraße 88. Das Dorf befindet sich im Naturpark Saale-Unstrut-Triasland.

## Geschichte
Am 6. Januar 1153 wurde Kukulau erstmals urkundlich genannt. Der Ort gelangte im 12. Jahrhundert schrittweise in den Besitz des Klosters Pforta. Als klösterliches Vorwerk gehörte Kukulau nach der Säkularisation des Klosters im Jahr 1540 von 1543 bis 1815 zum kursächsischen Amt Pforta. Durch die Beschlüsse des Wiener Kongresses kam der Ort zu Preußen und wurde 1816 dem Landkreis Naumburg im Regierungsbezirk Merseburg der Provinz Sachsen zugeteilt, zu dem er bis 1944 gehörte.
Im Januar 2010 wurde das Dorf mit Bad Kösen nach Naumburg eingemeindet. Im Januar 2020 lebten 66 Personen im Ort.